# Tipula winthemi
Tipula winthemi är en tvåvingeart som beskrevs av Paul Lackschewitz 1932. Tipula winthemi ingår i släktet Tipula och familjen storharkrankar. Arten är reproducerande i Sverige. Inga underarter finns listade i Catalogue of Life.